# Issus cinerea
Issus cinerea är en insektsart som först beskrevs av Olivier 1791.  Issus cinerea ingår i släktet Issus och familjen sköldstritar.
Artens utbredningsområde är Frankrike. Inga underarter finns listade i Catalogue of Life.